# دمر (راتنج)

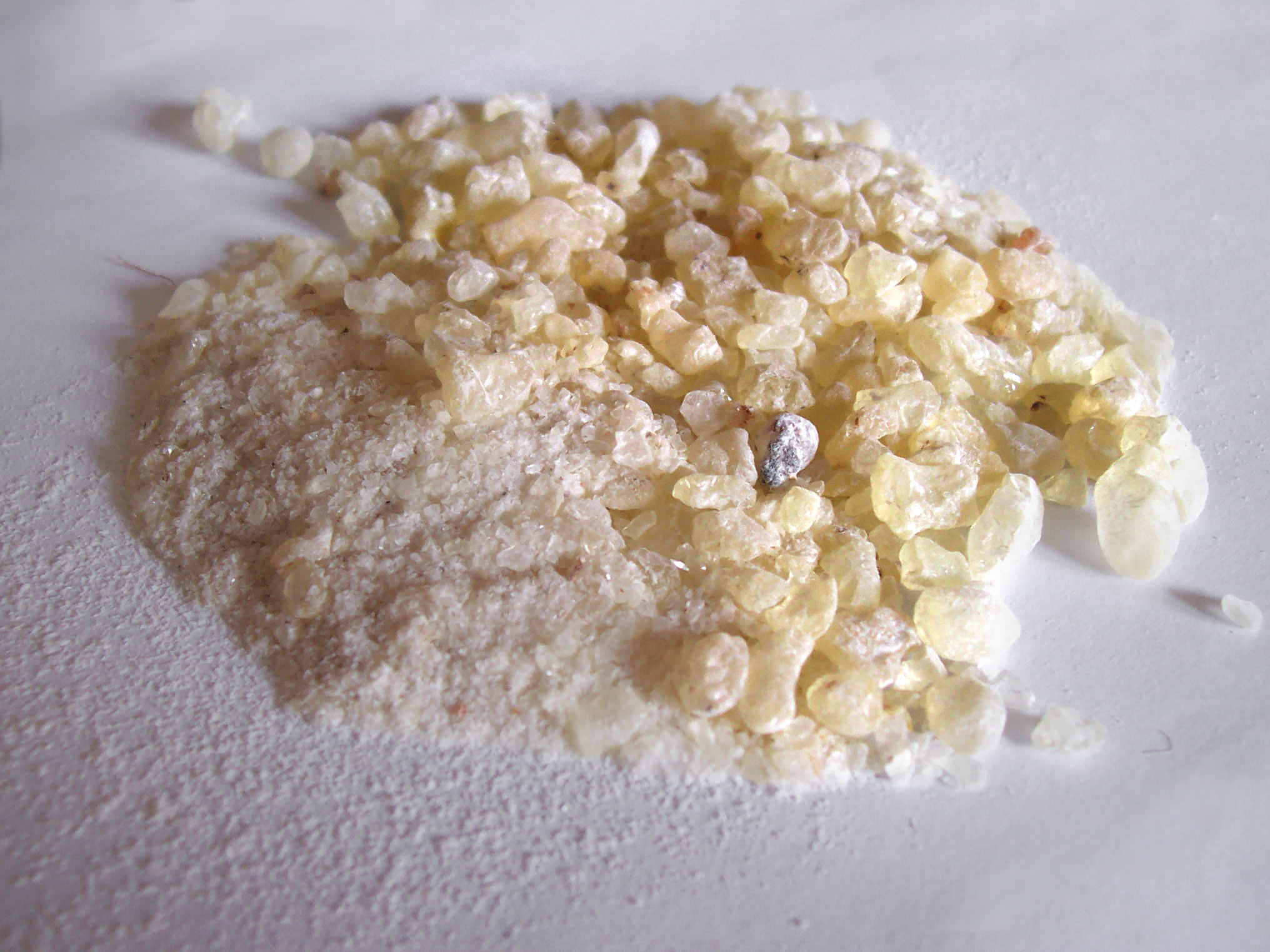
راتنج دمر

الدَّمَر راتنجٌ يُستخرَج من عائلة الأشجار مجنحية الثمرة في الهند وجنوب شرق آسيا ، وبشكل أساسي تلك التي تنتمي إلى جنس شورية أو Hopea (مرادف Balanocarpus). قد يسمى راتنج بعض أنواع كناريون أيضًا دَمَر. يُنتَج عن طريق بَزل أو شق جذوع الأشجار، وقد تُجمَع في شكل مستحاثة على الأرض. يتنوع لون الصمغ من الصافي إلى الأصفر الشاحب في حين أن الشكل المتحجر بني-رمادي. الاسم دَمَر من ملاوية تعني راتنج أو "شعلة مصنوعة من الراتنج. 

## الاستخدامات
- استخدم ورنيش الدمر المصنوع من صمغ الدمر المذاب في زيت التربنتين طلاء للصورة عام 1826[3] يشيع استخدامه في الرسم الزيتي سواء أثناء عملية الطلاء وبعد الانتهاء من اللوحة. [4] يتأكسد ورنيش الدمر وطلاءات الصمغ المماثلة ذاتيًا ويصفر خلال مدة زمنية قصيرة بغض النظر عن طريقة التخزين ؛ يكون هذا التأثر أكثر وضوحًا على اللوحات المخزنة في الظلام أكثر من الأعمال المعروضة في الضوء بسبب تأثيرات التبييض لأشعة الشمس على الملونات المعنية.[5]
- يُصنع الباتيك من بلورات الدمر المذابة في شمع برافين المنصهر لمنع تكسير الشمع عند سحبه على الحرير أو الدباقة.
- تصنع لوحة إنكُستيك من بلورات الدَّمر في شمع العسل وصبغة مضافة. تعمل بلورات دمر عامل تصلب.[6]
- جلفطة للسفن في الماضي في كثير من الأحيان مع الزفت أو الحُمَر.[7]
- تثبيت شائعة مع بلسم كندا لتحضير العينات الحيوية للفحص المجهري الضوئي.[8]
- يستخدم في طب الأيُرفيدة لمختلف الحالات.[9]

## لقراءة متعمقة
- Simon، Julia (19 أكتوبر 2019). "Could This Tree Be an Eco-Friendly Way to Wean Indonesian Farmers Off Palm Oil?". All Things Considered. الإذاعة الوطنية العامة. مؤرشف من الأصل في 2023-03-09. اطلع عليه بتاريخ 2019-10-20.